# Marcipa makokouensis
Marcipa makokouensis är en fjärilsart som beskrevs av Jean Pelletier 1978. Marcipa makokouensis ingår i släktet Marcipa och familjen nattflyn. Inga underarter finns listade i Catalogue of Life.